# Herta Mansbacher
Herta Mansbacher (* 7. Januar 1885 in Darmstadt, Deutschland; † 1942) war eine deutsch-jüdische Lehrerin. Sie wurde Leiterin einer jüdischen Schule in Worms, nachdem durch das nationalsozialistische Regime der Ausschluss jüdischer Lehrer und Schüler von deutschen Schulen verfügt worden war. Sie engagierte sich für die verfolgte jüdische Gemeinde bis zu ihrer Deportation und Ermordung im Jahr 1942.

## Leben
Herta Mansbacher wurde als Tochter von Jacob Mansbacher und dessen Ehefrau Lina in Darmstadt geboren. Die Eltern waren wohlhabende jüdische Bürger in Darmstadt. Herta, die von Geburt an einen Rückgratschaden hatte, ging zur Viktoriaschule (Darmstadt) und besuchte das Lehrerinnenseminar mit Abschluss 1907. Danach arbeitete sie als Lehrerin an der Westendschule, einer Volksschule in Worms.
In der Folge der sogenannten Machtergreifung durch die Nationalsozialisten 1933 wurde Mansbacher aus dem öffentlichen Schuldienst entlassen, engagierte sich aber ab 1935 an der im selben Jahr gegründeten jüdischen Schule in Worms. Dort unterrichtete sie Schülerinnen und Schüler im Alter von 14 bis 15 Jahren. 1936 wurde sie deren kommissarische Direktorin.
Während der Pogrome im November 1938 rettete sie mit großem Mut unersetzliche Kultgegenstände der 900-jährigen jüdischen Gemeinde aus der brennenden Wormser Synagoge.
Nach der durch die Nationalsozialisten erzwungenen Schließung der jüdischen Schule 1940/41 stellte sie ihre eigenen Auswanderungspläne zugunsten ihrer Schüler zurück. Bis zu ihrer Deportation führte sie noch die „Liste der Auswanderer“. In ihrem „Auswandererbuch“ hielt sie minutiös die Schicksale der Deportierten und Exilanten fest.
Am 19. März 1942 wurde sie, gemeinsam mit 75 anderen Juden aus Worms, nach Piaski deportiert, wo sich ihre Spur verliert. Es ist wahrscheinlich, dass sie später entweder im Vernichtungslager Belzec oder im KZ Majdanek ermordet wurde.

## Ehrungen
Zu ihren Ehren gibt es in Darmstadt eine Herta-Mansbacher-Straße und in Worms eine Herta-Mansbacher-Anlage. In der Viktoriaschule in Darmstadt wurde 1999 eine Bibliothek nach Herta Mansbacher benannt. 2010 wurde zu ihrem Andenken vor ihrer letzten Wohnadresse, heute: Adenauerring 6 in Worms, ein Stolperstein verlegt.